# Bognøy
Bognøy est une île norvégienne du comté de Hordaland appartenant administrativement à Alver.

## Description
Rocheuse et couverte d'arbres, elle s'étend sur environ 1,818 km de longueur pour une largeur approximative de 943 m.

## Histoire
Bognøy fait partie entre 1871 et 1964, de l'ancienne commune de Herdla.
L'île compte 42 habitants en 1900. Il en reste 3 en 2023.